# 小茲沃爾尼克

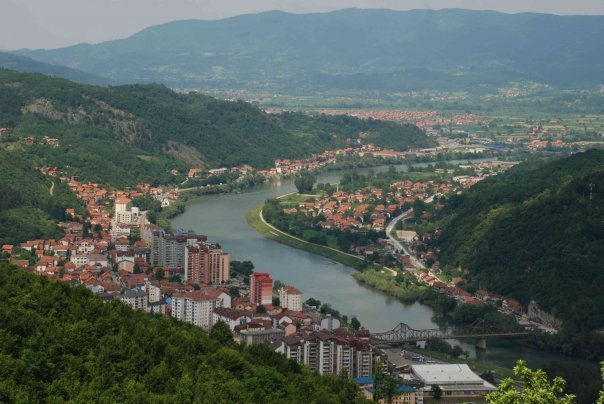

小茲沃爾尼克是塞爾維亞的城鎮，由馬切萬州負責管轄，位於該國西部，面積184平方公里，海拔高度328米，該地區自青銅時代有人類居住，2011年人口4,384。